# Episodi di E.R. - Medici in prima linea (undicesima stagione)
L'undicesima stagione della serie televisiva E.R. - Medici in prima linea è andata in onda negli Stati Uniti sulla NBC dal 23 settembre 2004 al 19 maggio 2005.
In Italia la stagione è andata in onda su Rai 2 dal 18 settembre 2005 al 22 novembre 2005.
Shane West entra nel cast regolare nel ruolo di Ray Barnett.
Alex Kingston, dopo aver ricoperto il ruolo di Elizabeth Corday, esce di scena nel quarto episodio.
Ming-Na Wen, dopo aver ricoperto il ruolo di Jing-Mei Chen, esce di scena nel nono episodio.
Sharif Atkins compare in due episodi come guest star riprendendo il ruolo di Michael Gallant.
Noah Wyle, dopo aver ricoperto il ruolo di John Carter, esce di scena al termine della stagione.
| nº | Titolo originale                | Titolo italiano               | Prima TV USA      | Prima TV Italia   |
| -- | ------------------------------- | ----------------------------- | ----------------- | ----------------- |
| 1  | One for the Road                | Il sorpasso                   | 23 settembre 2004 | 18 settembre 2005 |
| 2  | Damaged                         | Le ferite                     | 7 ottobre 2004    | 18 settembre 2005 |
| 3  | Try Carter                      | Quattro luglio                | 14 ottobre 2004   | 25 settembre 2005 |
| 4  | Fear                            | Allucinazioni                 | 21 ottobre 2004   | 25 settembre 2005 |
| 5  | An Intern's Guide to the Galaxy | Correre ragazzi!              | 4 novembre 2004   | 2 ottobre 2005    |
| 6  | Time of Death                   | Il viaggio                    | 11 novembre 2004  | 2 ottobre 2005    |
| 7  | White Guy, Dark Hair            | Una strana gravidanza         | 18 novembre 2004  | 9 ottobre 2005    |
| 8  | A Shot in the Dark              | Uno sparo nel buio            | 2 dicembre 2004   | 9 ottobre 2005    |
| 9  | Twas the Night                  | La scelta di Chen             | 9 dicembre 2004   | 16 ottobre 2005   |
| 10 | Skin                            | Questione di pelle            | 13 gennaio 2005   | 16 ottobre 2005   |
| 11 | Only Connect                    | Segni particolari: scarpe blu | 20 gennaio 2005   | 23 ottobre 2005   |
| 12 | The Providers                   | Il provider                   | 27 gennaio 2005   | 23 ottobre 2005   |
| 13 | Middleman                       | Sogno di una notte            | 3 febbraio 2005   | 1º novembre 2005  |
| 14 | Just As I Am                    | La figlia                     | 10 febbraio 2005  | 1º novembre 2005  |
| 15 | Alone in a Crowd                | Nessuno mi ascolta            | 17 febbraio 2005  | 8 novembre 2005   |
| 16 | Here and There                  | Michael e Neela               | 24 febbraio 2005  | 8 novembre 2005   |
| 17 | Back in the World               | Il mestiere delle armi        | 24 marzo 2005     | 15 novembre 2005  |
| 18 | Refusal of Care                 | Sciopero della fame           | 21 aprile 2005    | 15 novembre 2005  |
| 19 | Ruby Redux                      | Il ritorno di Ruby            | 28 aprile 2005    | 21 novembre 2005  |
| 20 | You Are Here                    | L'incendio                    | 5 maggio 2005     | 21 novembre 2005  |
| 21 | Carter Est Amoreux              | Caffè a Parigi                | 12 maggio 2005    | 22 novembre 2005  |
| 22 | The Show Must Go On             | Lo spettacolo deve continuare | 19 maggio 2005    | 22 novembre 2005  |

## Allucinazioni
- Titolo originale: Fear
- Diretto da: Lesli Linka Glatter
- Scritto da: Dee Johnson

### Trama
Abby è di turno con i paramedici e si trova a soccorrere due bambine precipitate dalla finestra di casa come estremo tentativo per sfuggire al padre violento. All’ospedale arriva anche la mamma con il figlio più grande e sarà proprio lui a raccontare a Pratt che il papà è morto un anno fa e la mamma soffre di terribili allucinazioni che l’hanno portata a immaginare l’aggressione e spingere le bimbe dal cornicione per salvarle. Purtroppo le due piccole non sopravvivranno: Carter, Abby e la Corday si arrendono e interrompono le procedure. 
Nel frattempo la commissione giudica Elizabeth per aver infranto la legge trapiantando un sieropositivo e la Weaver le offre un posto di docenza per evitare il licenziamento. Elizabeth stanca e indignata, decide di tornare in Inghilterra salutando solo Carter.
Abby si accorge del disturbo ossessivo compulsivo del suo collega Howard e sarà lui stesso ad andarsene rifiutando ogni aiuto. Rimasta senza personale, Susan trova Neela al market e la implora di tornare a lavorare come medico.